# Izlandi honfoglalás

A térkép ábrázolja a skandinávok lakta, illetve befolyásuk alatt álló területeket a

Az izlandi honfoglalás az Izland szigetére i. sz. 870 körül szervezetten érkező első letelepülőktől az országos népgyűlés, az alþingi 930-as megalakításáig és ezzel a szabad izlandi államalakulat, a „néphatalom” létrejöttéig terjedő korszakot foglalja magába.

## Elnevezése, fordításai
Az izlandi történelem e döntő eseményének neve izlandi nyelven Landnám, vagyis földfoglalás, földvétel. Angol fordításban a settlement, azaz letelepedés szó használata a szokásos, míg a németben az eredetihez egészen közelálló Landnahme kifejezés honosult meg, amit egyébként a magyar honfoglalásra is alkalmaznak. Ezért magyarul is a honfoglalás kifejezés alkalmazása látszik a legcélszerűbbnek e történelmi eseménysorozat leírására.

## Történelmi háttér
Európában a 9. században a népvándorlás kora lassan véget ért. Amíg a sztyeppi népek vándorlásának utolsó hullámaként a magyarok a Kárpát-medencébe érkeztek, a vikingek hódításai, rablóhadjáratai is a végükhöz közeledtek. Ekkoriban fedezték fel az óskandináv, főleg norvégiai hajósok a gyakorlatilag lakatlan Izland szigetét, ami nagy vonzerőt gyakorolt a relatív túlnépesedéssel küzdő, szűk völgyekben élő norvégiai parasztcsoportokra. A korabeli viszonylag kedvező éghajlati viszonyok, a középkori klímaoptimum(en) vonzóvá tette a letelepedést az azóta sokkal kopárabbá vált Izlandon is.

## Előzmények
Izland első lehetséges említése az írott forrásokban Pütheasz massiliai (ma Marseille) ógörög utazótól, származik az i. e. 4. századból, aki útjai során elérte a Brit-szigeteket és beszámolt egy Thule nevű szigetről, ami hat napi hajóútra feküdt északra a Brit-szigetektől, közel a fagyott óceánhoz. Ez jelenthette Izlandot, de akár Grönlandot is.
Magán a szigeten ásatások során felszínre kerültek római érmék is az i. sz. 3. századból, amikor Britannia római uralom alatt volt. Ezek azonban nagy valószínűséggel a későbbi viking telepesekkel kerülhettek oda.

### Ír szerzetesek
A korán megkeresztelkedett Írországból számos szerzetes indult el currach-nak(en) nevezett, fabordázatra feszített bőrből készült csónakjain, hogy elhagyott szigeteken, birkatenyésztésből megélve remeteéletet folytasson. Így fedezték fel a Feröer-szigeteket is a 7. század közepén, és a 8. század közepén vagy második felében elérték Izlandot is, amit Thulénak neveztek, mivel addigra kialakult az európai kultúrkörben az a hagyomány, hogy a mindenkori legészakibb ismert szigetnek ezt a nevet adták. Az ír szerzetesek azonban állandó települést nem hoztak létre Izlandon, valószínűleg inkább csak rövidebb időszakokat töltöttek ott. De bizonyosan ott voltak, amikor az első viking telepesek megérkeztek, mivel az Íslendingabók, a 12. században keletkezett legrégebbi izlandi történelmi mű beszámol arról, hogy a honfoglalók találkoztak a szerzetesekkel, akiket papar-nak („atyák”) neveztek, és akik aztán gyorsan elhagyták a szigetet, számos tárgyukat (könyvek, feszületek) is otthagyva.

### Viking utazók

Az első skandináv hajósok izlandi útjai a 9. században

Az első skandináv utazó, aki elérte Izlandot, Naddoddur volt, aki Norvégiából Feröer felé hajózva elvétette úti célját és Izland keleti partjáig jutott. Igyekezett jobban megismerni a helyet, felkapaszkodott egy hegyre is, de nem talált emberi település nyomaira, füstjeleire. Amikor hazaindult, havazás kezdődött, ezért az új földet Hóföldnek nevezte el. A következő skandináv hajós, Gardar Svavarsson a mai Svédország területéről származott. Ő is tévedésből jutott el Izlandig, de már körülhajózta a szigetet, és át is telelt annak északi partján. Csapatának három embere elszakadt tőle és Izlandon maradt, de alacsony származásuk miatt az izlandi történelemírás mégsem tekinti őket Izland első telepeseinek. Gardar saját magáról Garðarshólminak, Gardar szigetének nevezte el az új földet, de többet nem tért vissza oda.
Az első utazó, aki már tudatosan készült az izlandi letelepedésre, Hrafna-Flóki Vilgerðarson volt. Őt viszont meglepte a kemény tél, amire nem készült fel eléggé a halban gazdag nyár után, és kiábrándultan tért vissza Norvégiába. Társai közül azonban volt, aki kedvezőbb emlékeket őrzött, és így az izlandi kivándorlás gondolata tovább élt főleg a norvégiai vikingek között.

## A szervezett betelepülés kezdete

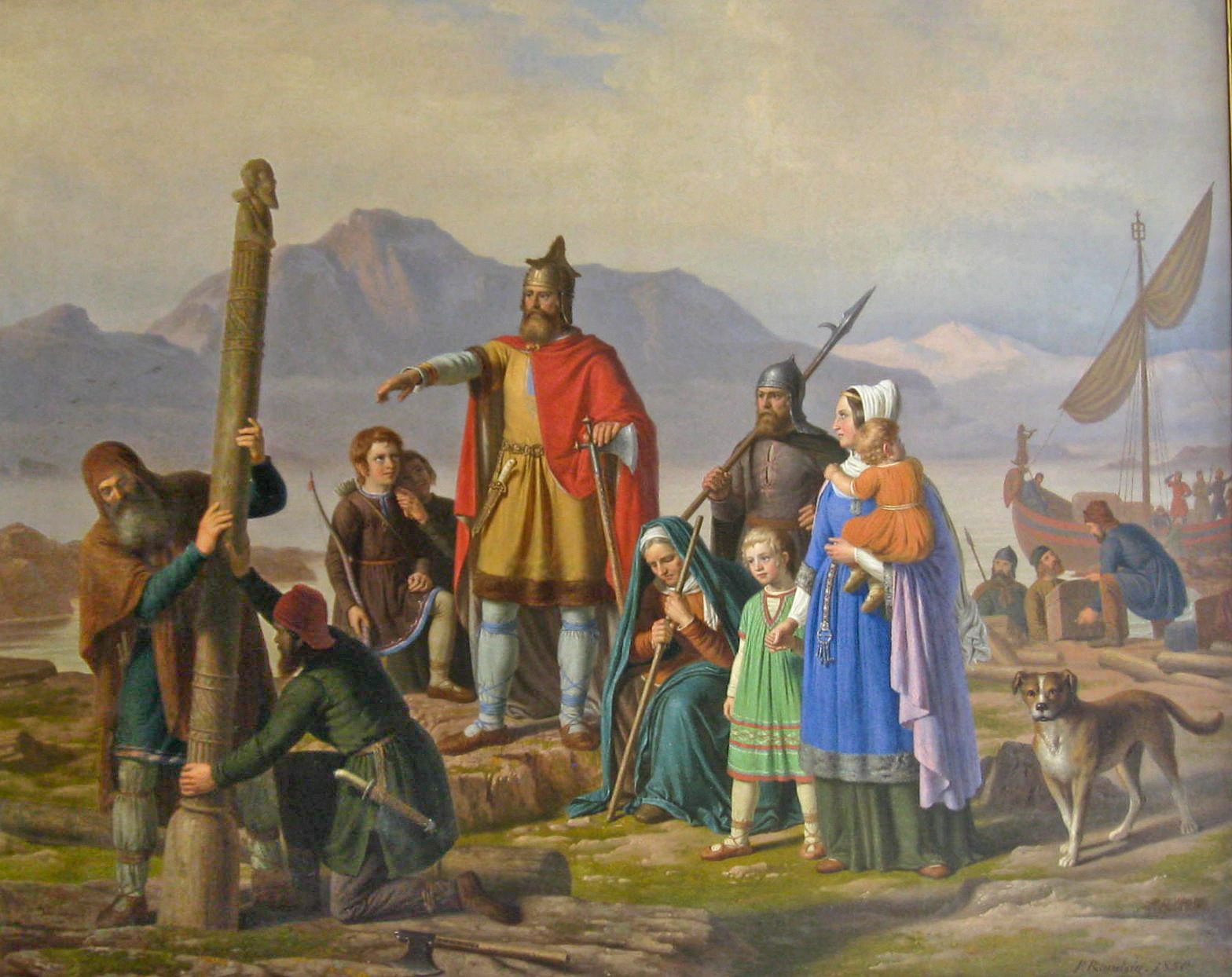
Ingólfur érkezése Izlandra (Johan Peter Raadsig dán festő alkotása, 1850)

Hrafna-Flóki és társai felfedezéseinek híre bejárta a viking világot. Norvégia délnyugati részén különösen két vitézt ragadott magával az új, szabad földekről szóló hír: Ingólfur Arnarson és barátja, féltestvére, Hjörleifur Hródmarsson ekkoriban súlyos helyi viszályba keveredtek, elvesztették földjeiket. Ezért 870 körül egész családjukkal, kíséretükkel, mozdítható vagyonukkal felkerekedtek, és Izlandon telepedtek le. Hjörleifur ott lázadó rabszolgáinak áldozatává vált, de Ingólfur sikeresen hozott létre telepet a mai főváros, Reykjavík helyén, és az izlandi történelem azóta is a honfoglalás vezető alakjaként tiszteli őt.
Ingólfur és társai példáját sokan követték Norvégiában, ahol Széphajú Harald király éppen kemény eszközökkel folytatott országegyesítő, a helyi vezetők függetlenségét fenyegető politikát. A földfoglalás lehetősége nagy visszhangot váltott ki másutt is az akkori viking világban, különösen a Brit-szigetek északi részein, ahol a korabeli gazdasági lehetőségekhez képest viszonylagos túlnépesedés, földhiány alakult ki. Megkezdődött az izlandi történelemnek a 930-ig, az alþingi létrehozásáig számított kora, amit Landnámsöld-nek, a honfoglalás korának neveznek. A korszak fő eseményeit – az európai történelemben példa nélkül álló módon – írott források is rögzítették, a Landnámabók és az Íslendingabók. Ezek a források több mint 400 telepes nevét és származását írták le, akik mind családjukkal és kisebb-nagyobb kíséretükkel érkeztek a szigetre. Természetesen ténylegesen ennél jóval többen érkeztek, de a feljegyzések csak az abban a korban legismertebb családfők nevét rögzítették. A bevándorlást az is elősegítette, hogy a technikai fejlődés és a szokások alakulása révén ebben az időben a nyílt tengeri hajózás széles körben elterjedt, szinte napi tevékenységgé vált.
Az Izlandra érkezők gyorsan kialakították a földfoglalás szabályait. A hagyomány szerint egy férfi annyi földre jelenthette be igényét, amennyit egymástól látótávolságra lévő tábortüzekkel körbe tudott keríteni egy nap alatt. A nőkre más szabályok vonatkoztak, nekik egy üszőt kellett körbevezetniük napkeltétől napnyugtáig azon a területen, amit magukénak kívántak. A lakosság gyorsan szaporodott, és mai becslések úgy tartják, hogy 930-ra mintegy 60 000 lakosa lett a szigetnek. A gyakorlatban azonban a földek megszerzése általában nem ilyen ideális formában történt. A legnagyobb birtokokat a legnagyobb kísérettel, azaz katonai és gazdasági erővel rendelkező törzsfők szerezték meg, és ők osztották azt tovább rokonaik, barátaik, követőik, híveik között. A legtöbb körzetben belőlük illetve leszármazottaikból lettek a helyi főnökök, akik neve izlandi nyelven goði, többes számban goðar. Ez a szó eredetileg a pogány vallás papját jelentette az óészaki nyelvben, de a vallási és a világi hatalom egy kézben összpontosult, a törzsfők képviselték mind a kettőt, és nevükként a goði rögződött. Ők tartották fenn körzetükben, kíséretük révén, a rendet, ők döntöttek a vitás jogi kérdésekben, és emellett ők szervezték az ősi vallás ünnepeit is.
Az ország képe ekkoriban jelentősen különbözött a maitól. Becslések szerint az ország területének kétharmadát borította valamilyen növényzet, szemben a mai egynegyeddel, és a flóra nagy része nyírfaerdő volt, ami még az alacsonyabb hegyoldalakra is felkapaszkodott. Ma már csak a terület 1%-án található erdő. Szárazföldi emlősállatok a róka kivételével nem voltak, viszont a tengeri emlősök (fókák, bálnák) és a madarak állománya nagyon gazdag volt. A parti öblökben, illetve az édesvizű folyókban, tavakban, hemzsegtek a halak. A tengerpartokon rengeteg uszadékfát lehetett találni, amit az uralkodó tengeri áramlatok rendszeresen szállítottak Szibéria és Kanada partjairól. A telepesek indulása tehát nem volt túlságosan nehéz, bár a házak építése, a földek feltörése óriási munkát jelentett. Farmjaikat egymástól nagy távolságra építették, a magukkal hozott állatoknak (birka, szarvasmarha, lovak, sertés, baromfi) hatalmas legelők jutottak.

## Izland betelepülésének befejeződése

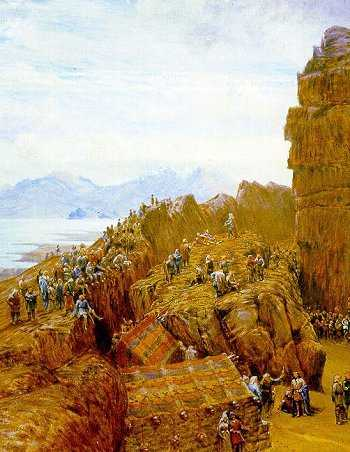
Az Alþingi (Viking parlament) korai ülésén, W. G. Collingwood angol festő alkotása, 19. század

930 körül a jól hasznosítható földterületek már kiosztásra kerültek, a kolonizáció lassan véget ért, bár a bevándorlás nem szűnt meg azonnal. A még érkező telepesek vásárlás, esetleg harc vagy ajándékozás útján jutottak földhöz, utóbbi esetben nyilván vállalva bizonyos hűséget az ajándékozó törzsfő iránt, akiknek a hatalma tovább növekedett. Megszilárdult a kezükben a közhatalom gyakorlása, rendszeressé váltak a helyi körzetekben az összejöveteleik, a þingek (thingek). Ezek a gyűlések döntöttek a vitás jogi kérdésekben, hozták meg a követendő szabályokat. Állandó fegyveres testület nem volt, a gazdáknak elsősorban maguknak kellett megvédeniük érdekeiket, illetve szükség esetén a törzsfők és a közösség támogatását keresték. Jellemző szabály volt, hogy emberölés esetén az elkövetőnek a legközelebbi tanyán be kellett jelentenie, hogy mi történt, csak így mentesülhetett az orgyilkosság vádja alól. Ezután egy e célra létrehozott bíróság ítélkezett arról, hogy tette jogszerű volt-e vagy pedig gyilkosságnak számít. Bejelentés nélkül mindenképpen büntetendőnek számított.
A helyi törvényhozó gyűléseknek az országos változataként jött létre 930-ban az Alþingi, az ősi izlandi parlament, és ezzel megkezdődött az izlandi történelem következő korszaka, az izlandi szabadállam kora.